# Crematogaster magitae
Crematogaster magitae är en myrart som beskrevs av Auguste-Henri Forel 1910. Crematogaster magitae ingår i släktet Crematogaster och familjen myror. Inga underarter finns listade i Catalogue of Life.